# فرانك أورورك
فرانك أورورك (بالإنجليزية: Frank O'Rourke)‏ (5 ديسمبر 1878 - 24 ديسمبر 1954 في المملكة المتحدة) هو لاعب كرة قدم بريطاني (وحمل سابقاً جنسية المملكة المتحدة لبريطانيا العظمى وأيرلندا) في مركز الهجوم. شارك مع منتخب اسكتلندا لكرة القدم. أما مع النوادي، فقد لعب مع برادفورد سيتي ونادي أردريونيانز ونادي ألبيون روفرز.